# Liceo Galatasaray

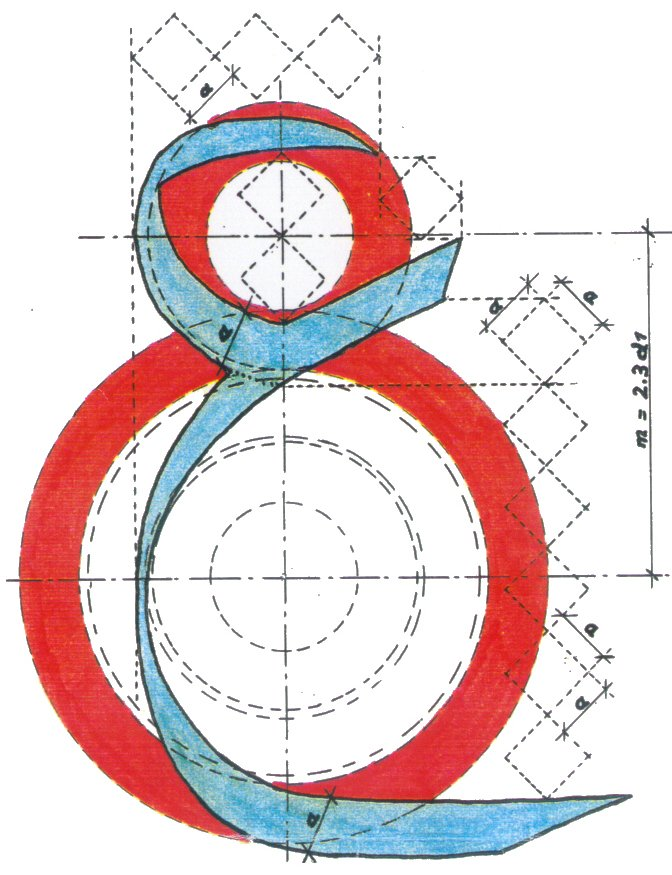
Primo logo del Liceo Galatasaray

Il Liceo Galatasaray (in turco Galatasaray Lisesi, in francese Lycée de Galataseray) è il più antico e uno dei più prestigiosi licei della Turchia. Ha sede a Istanbul nel quartiere di Galata.

## Storia

### Scuola imperiale del palazzo di Galata
Il liceo fu fondato nel 1481 dal sultano Bayezid II come Galata Sarayı Enderun-u Hümayunu o Galata Saray -I Humayun Mektebi (Scuola imperiale del palazzo di Galata), con il compito di formare i quadri destinati all'amministrazione dell'Impero ottomano.
In quest'epoca l'enderun, o scuola di corte, era un vasto complesso edificato nei giardini del Palazzo, che comprendeva le aule e una biblioteca.
Le persone addette a questa scuola, che istruivano anche le personalità importanti dell'amministrazione ottomana, in primo luogo lo stesso sultano, ricevevano la loro educazione, dal 1481 al 1715, alla scuola imperiale di Galatasaray.
La disciplina e l'educazione erano gli obiettivi del liceo. In particolare l'educazione vi era più estesa che nelle madrase. Gli allievi studiavano le scienze, le arti e le lingue (specialmente arabo, persiano e turco. Molti ministri (visir), primi ministri (gran visir), generali, prefetti e altri alti funzionari dell'Impero erano diplomati a Galataseray.
Il nome Galatasaray significa palazzo di Galata e deriva dal fatto che la scuola si trova nel quartiere di Galata, la cittadella medievale genovese allora esistente a nord del Corno d'Oro.

### Tanzimat
In seguito alla visita all'Esposizione universale di Parigi del 1867, il sultano Abdulaziz decise di riformare la scuola imperiale. Nel 1868 la scuola fu ribattezzata "liceo imperiale di Galatasaray" (Mekteb-i Sultani). La scuola divenne il simbolo delle riforme (Tanzimat) che portarono ad un'occidentalizzazione dell'Impero ottomano. La riforma dell'istruzione era funzionale a creare i quadri che avrebbero messo in pratica le riforme giuridiche, economiche, politiche e sociali. I programmi erano ispirati a quelli dei licei francesi. Accanto agli allievi musulmani, sedevano quelli cattolici, ortodossi, ebrei.
Gli studenti entravano nella scuola fra i 9 e i 12 anni, e a seconda del loro livello di conoscenza del francese e del turco, erano indirizzati nelle classi preparatorie. Nel 1908 la durata di ciascuno dei cicli di insegnamento (primario, medio inferiore, medio superiore) fu portato a tre anni, per un totale di nove anni di studio. Inoltre furono istituiti corsi facoltativi di persiano, arabo, italiano, latino, greco, armeno, accanto a lezioni di pianoforte e di violino.

### Repubblica turca
Nel 1924 l'istituto prese il nome di "Liceo Galatasaray". Venne revocato l'obbligo di parlare francese durante la ricreazione e i corsi delle materie umanistiche cominciarono ad essere impartiti in turco. Dal 1965 sono state ammesse anche le ragazze.
Davanti al suo ingresso, dal 1990, tutti i sabati manifestano le madri dei desaparecidos causati dalla dittatura militare che ebbe luogo in Turchia con il golpe del 1980.

## Insegnamento
L'accesso alla scuola è aperto a studenti con un punteggio nazionale molto elevato. 
Le materie scientifiche sono insegnate in francese da professori francesi, mentre le materie umanistiche sono insegnate in turco da professori turchi.
L'inglese e l'italiano vengono insegnati come seconde lingue. Viene dato anche un accenno alla lingua turco-ottomana, al persiano e all'arabo nelle classi di letteratura e religione, così come al latino e greco nei corsi di francese.
I corsi sono i seguenti:
- Scuola elementare (8 anni) — accesso per estrazione a sorte.
- Preparatorio francese (1 anno)
- Liceo (4 anni) — accesso previo esame preliminare (esame d'ingresso alle scuole secondarie (OKS))
- Preparatorio francese (1 anno)
- Università (4 anni) — accesso previo esame preliminare (esame nazionale di ingresso all'università (OSS))

Nel 2003 sono stati inglobati, nel primo corso di 8 anni, la scuola elementare e la scuola secondaria di primo grado oltre al corso preparatorio in lingua francese.

## Sport e società
Il Galatasaray SK, che ha vinto la Coppa UEFA di calcio nel 2000, venne costituito in questa scuola con giocatori scelti esclusivamente fra gli alunni della scuola.

## Galleria d'immagini

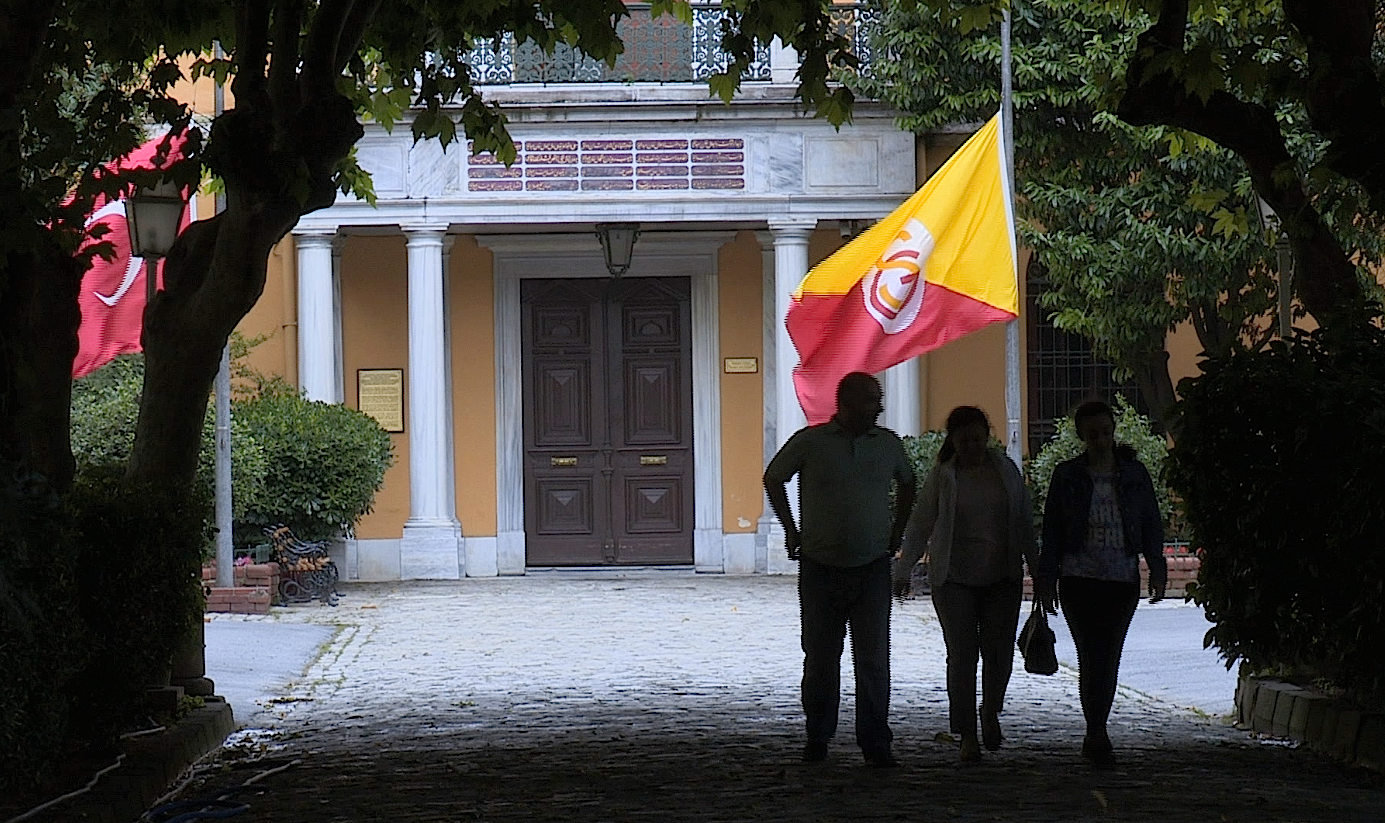
Liceo Galatasaray
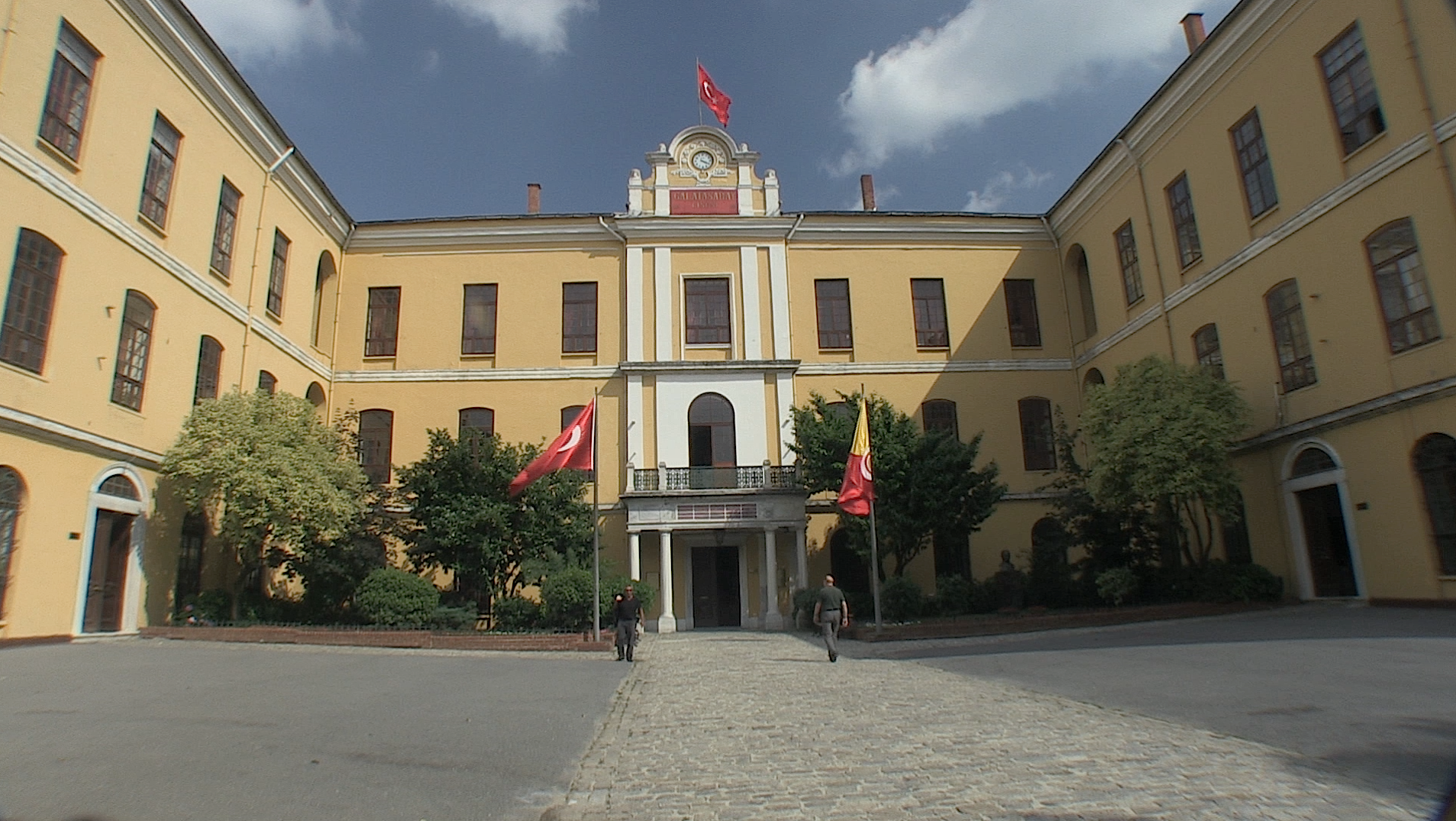
Il liceo Galatasaray
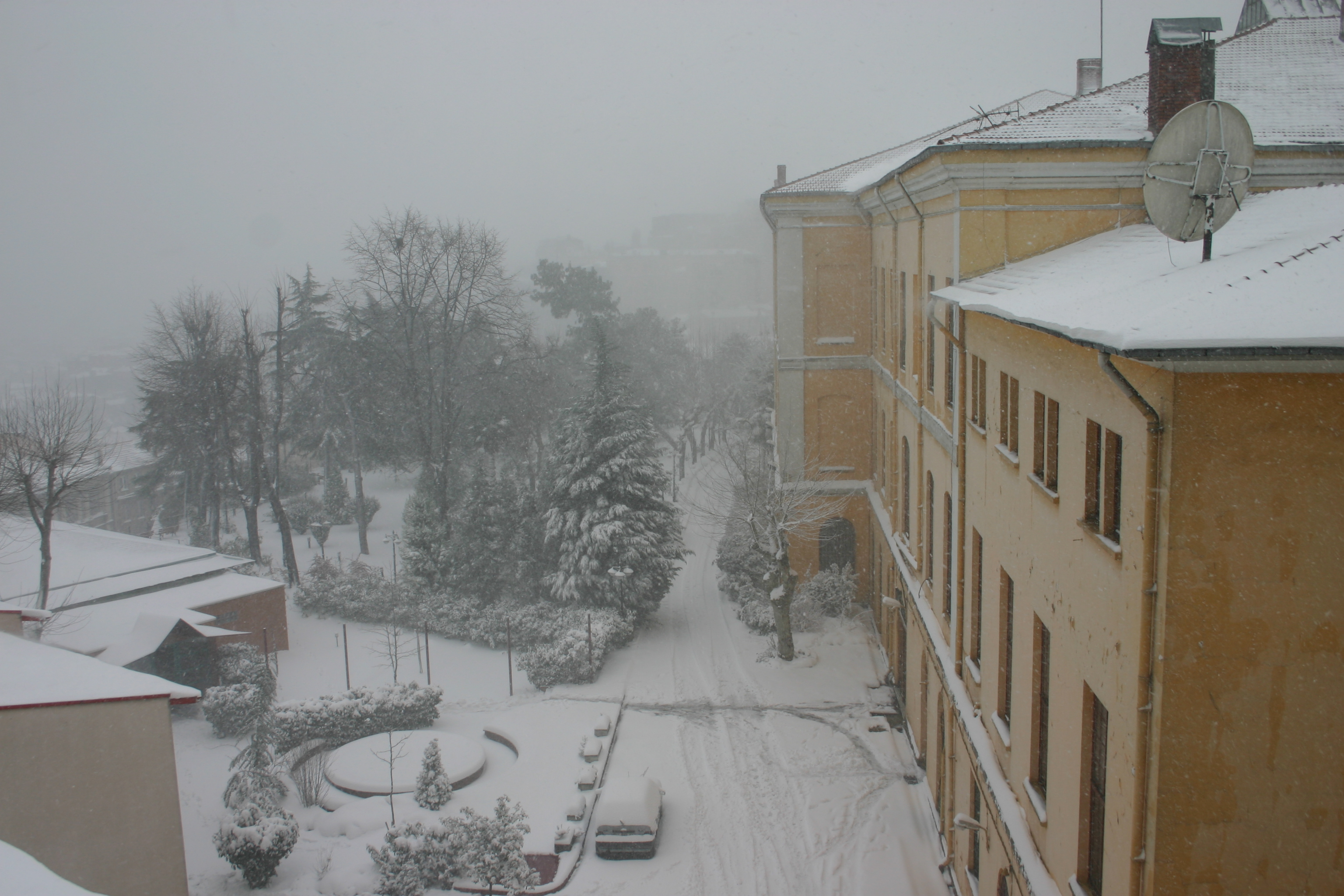
Il liceo Galatasaray in inverno
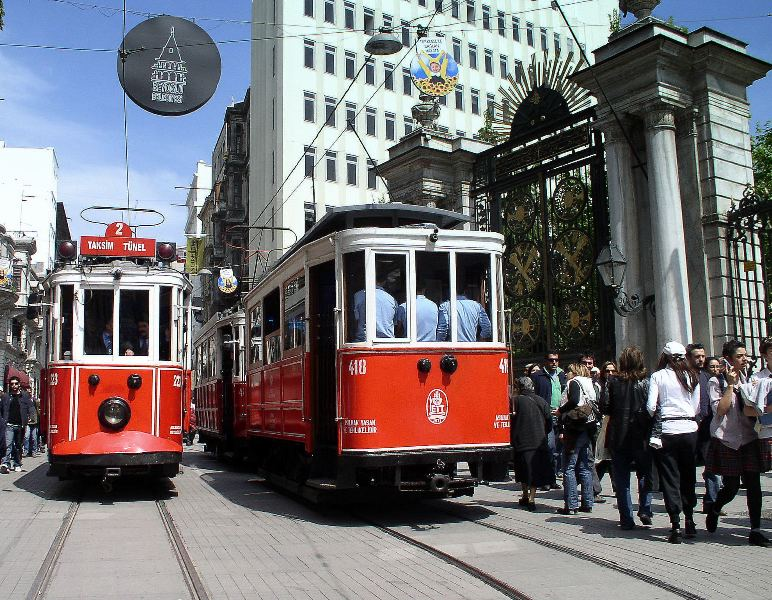
Ingresso principale del Liceo Galatasaray su Istiklal Caddesi